# Costanzo Ebat
Costantino Ebat, meglio noto con il nome di battaglia Costanzo (Livorno, 4 maggio 1911 – Roma, 3 giugno 1944), è stato un militare e partigiano italiano, decorato di Medaglia d'oro al valor militare alla memoria nel corso della seconda guerra mondiale.

## Biografia
Nacque a Livorno il 4 maggio 1911 figlio di Giovanni e da Carlotta Lazzerini. Dopo aver conseguito il diploma presso l'Istituto nautico della sua città natale si arruolò nel Regio Esercito iniziando a frequentare la Regia Accademia Militare di Artiglieria e Genio di Torino da cui uscì con il grado di sottotenente in servizio permanente effettivo, assegnato all'arma di artiglieria. Dopo aver frequentato il corso preso la Scuola di applicazione d'arma, venne promosso tenente nel 1933 e assegnato in servizio al gruppo artiglieria contraerea del reggimento misto di artiglieria della Sardegna. Nel maggio 1935, in vista dello scoppio della guerra d'Etiopia, partì per raggiungere l'Eritrea in forza alla 30ª Divisione fanteria "Sabauda", partecipando alle operazioni belliche come addetto all'ufficio informazioni della divisione. Decorato con una Croce di guerra al valor militare ritornò in Patria nel 1938, assegnato al 23º Reggimento divisionale, passando poi al 34°, venendo promosso capitano nel gennaio 1940. Dal dicembre dello stesso anno, all'aprile 1942 frequentò il 70º Corso della Scuola di guerra dell'esercito, fu mandato in Albania in servizio di Stato maggiore dapprima presso l'Intendenza e poi, dal febbraio 1943, nel locale Comando Superiore FF.AA. con il grado di maggiore. Alla data dell'armistizio dell'8 settembre 1943 si trovava occasionalmente nella Capitale.
Si aggregò al Fronte Militare Clandestino guidato da Giuseppe Cordero Lanza di Montezemolo facendo parte della Banda "Napoli" col nome di battaglia di "Costanzo", partecipando alla lotta di resistenza a Roma e nel Lazio con compiti di rilevamento delle postazioni difensive tedesche specialmente nella zona di Civitavecchia. Passò poi con il colonnello Salvati nella Banda "Billi", una formazione del gruppo condotto da Lazzaro Dessy che, con la sua scomparsa, passò al comando di Ebat.
Venne catturato a Roma dai fascisti, a seguito di una delazione, tra il 28 e il 30 marzo 1944. Arrestato e tradotto nel carcere di Via Tasso, venne più volte torturato e trasferito nel carcere di Regina Coeli. Processato il 9 maggio 1944 dal Tribunale di guerra tedesco, condannato a morte, venne fucilato sugli spalti di Forte Bravetta da un plotone della Polizia dell'Africa Italiana all'alba del ritirata tedesca da Roma.
Insieme a lui furono fucilati il carabiniere Fortunato Caccamo il tenente pilota Mario De Martis, le guardie di pubblica sicurezza Giovanni Lupis ed Emilio Scaglia, il sergente Guido Orlanducci. Gli fu conferita la Medaglia d'oro al valor militare alla memoria. Le città di Livorno e Fiumicino gli hanno intitolato una via.